# Cosmos
|  | Per a altres significats, vegeu «Cosmos (desambiguació)». |

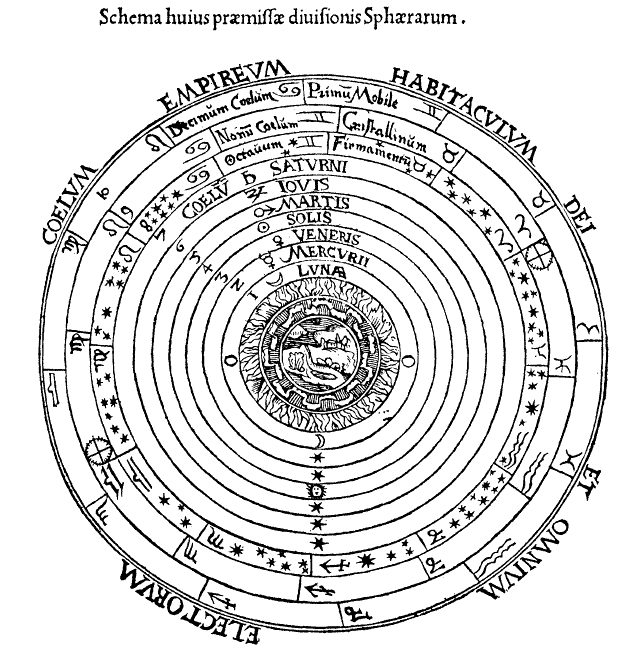
El cosmos antic i medieval com es descriu a Cosmographia de Peter Apian (Antwerp, 1539).

En un sentit general, un cosmos és un sistema ordenat o harmoniós. S'origina a partir del terme grec κόσμος; (kosmos), significant "ordre" o "ornament" i és oposat al concepte de caos. Avui, la paraula es fa servir generalment com a sinònim de la paraula univers (considerat en el seu aspecte ordenat). La paraula cosmos origina de la mateixa arrel. En moltes llengües eslaves com el rus i el búlgar, la paraula Космос significa també l'"espai exterior", significat que també es dona en el castellà. En xinès mandarí, el cosmos es tradueix com yuzhou, que literalment traduït significa espaitemps (宇 yu = espai + 宙 zhou = temps).

## Filosofia

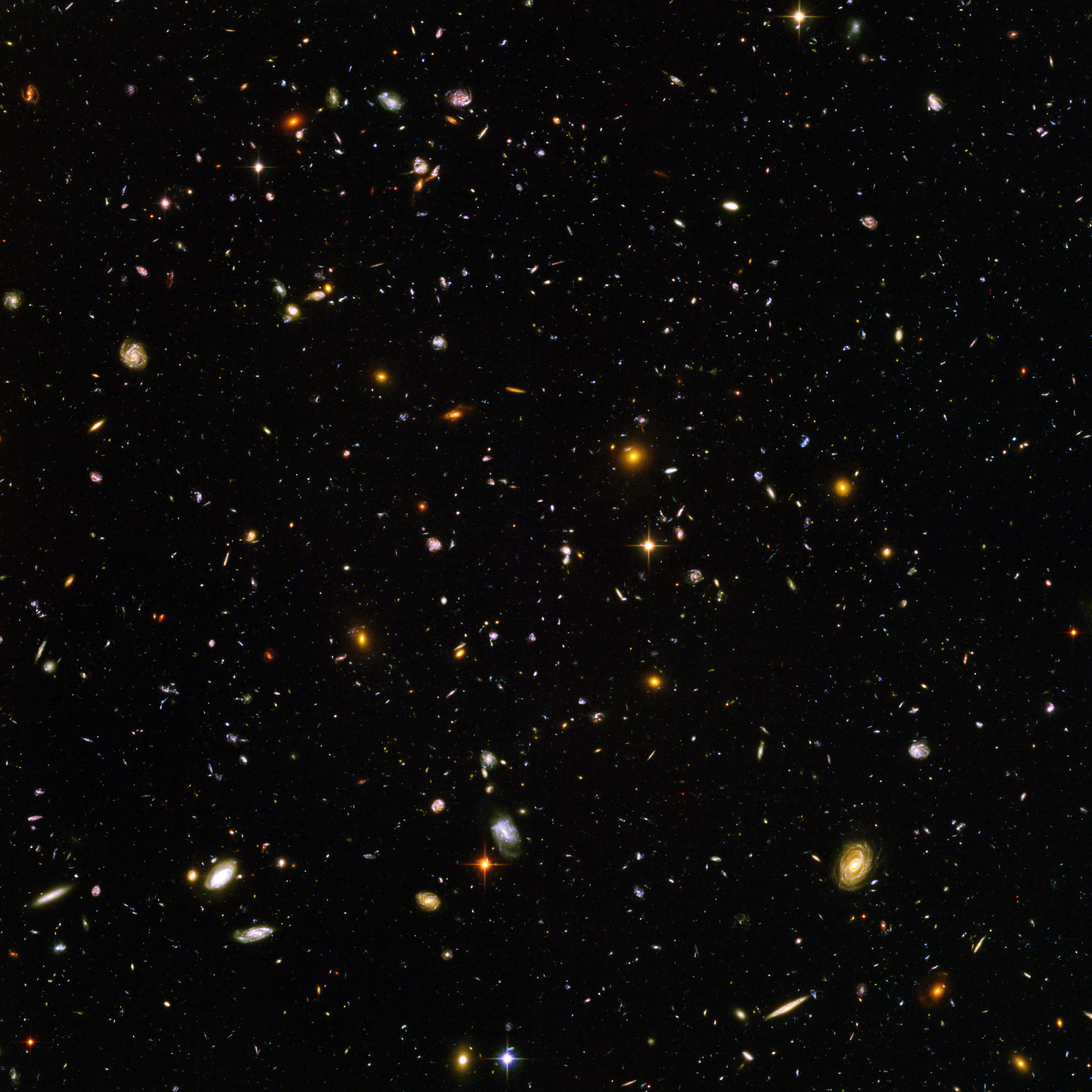
Fotografia d'una part de l'Univers

El filòsof Pitàgores va usar el terme cosmos per referir-se a l'ordre de l'univers, potser en la interpretació limitada de firmament. Però el terme no va formar part del llenguatge en el sentit que se li dona ara fins que el científic Alexander von Humboldt (1769 - 1859) no el va recuperar com a títol del seu tractat en diversos volums Cosmos (Kosmos, 1845 - 1862), un recull de tot el coneixement científic de l'època. Humboldt va marcar així no només la nostra interpretació del terme, sinó la visió holística actual de l'univers com una entitat formada per elements que estan indestriablement relacionats.
El cosmisme rus és un moviment filosòfic i cultural cosmocentric que emergia a Rússia a principis del 20è segle.
Se li ha donat el nom de cosmicisme a una posició filosòfica en la qual la humanitat és un aspecte insignificant d'un univers com a molt indiferent o potser hostil. Aquesta filosofia, ha estat explorada per escriptors com H.p. Lovecraft (considerat com un defensor original de la filosofia) i escriptors posteriors que actualment representen aquest tipus de creences en llibres com Guia galàctica per a autostopistes

## Teologia
En teologia, el terme pot ser utilitzat per denotar l'Univers creat, no incloent-hi el creador. El Septuagint utilitza kosmos i oikumene per al món inhabitat. En la teologia cristiana, la paraula també es feia servir com a sinònim de aion referir-se a "vida mundana" o "aquest món" en oposició a la vida després de la mort.
El concepte de cosmos com va ser originat per Pythagoras és paral·lel al terme Zoroastrià aša, un concepte que es refereix ordre diví o creació ordenada divinament.
Olaf Stapledon, a la seva novel·la de ciència-ficció Star Maker (1937), descriu com Déu (el star maker) evoluciona creant cada vegada més complexos cosmos a través del hiper temps multicòsmic.

## Cosmologia

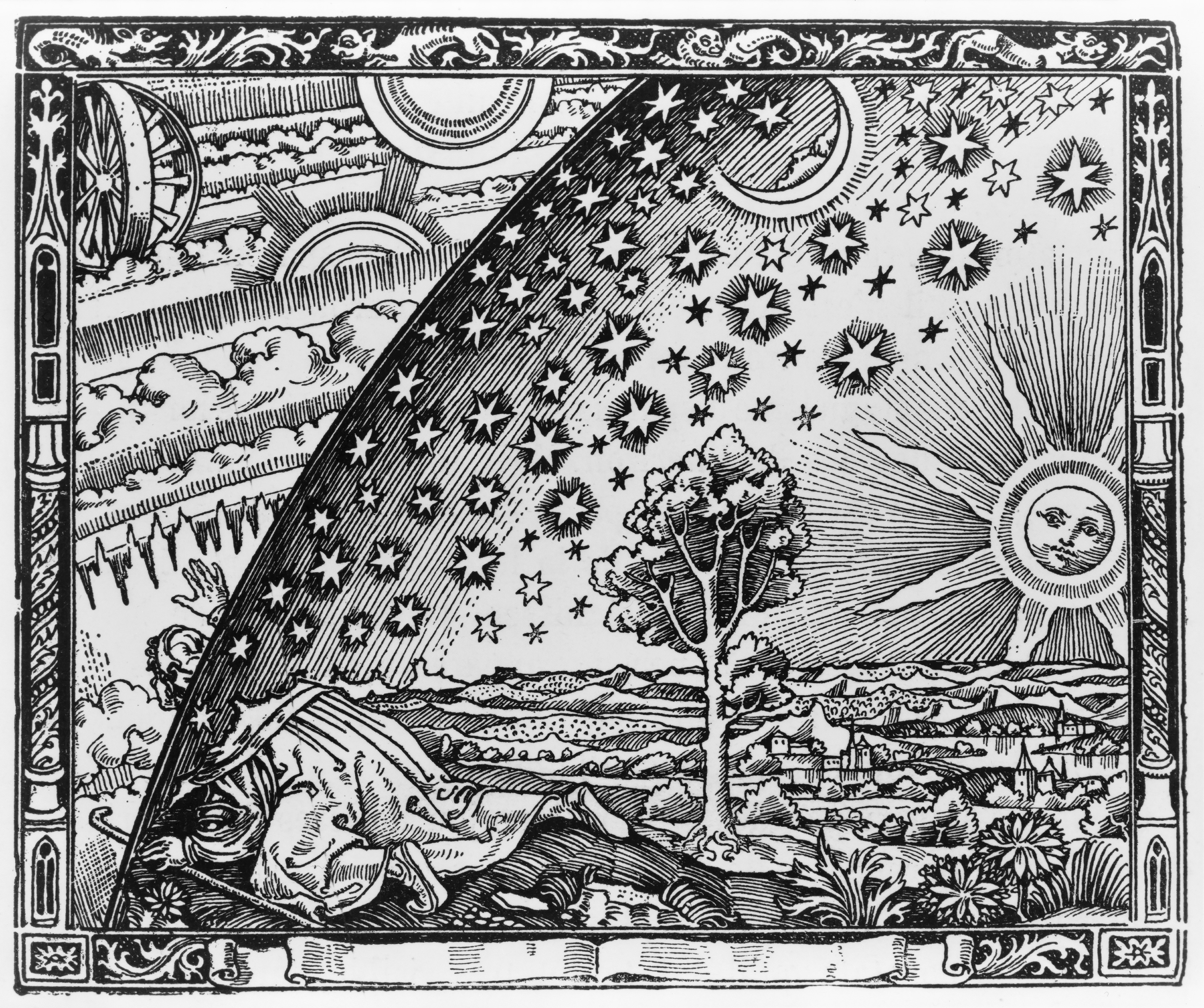
Gravat de Flammarion, París 1888

La Cosmologia és l'estudi del cosmos en uns quants dels significats citats, depenent del context. Totes les cosmologies tenen en comú un intent d'entendre l'ordre implícit dins de la totalitat del ser. D'aquesta manera, la majoria de les religions i els sistemes filosòfics tenen una cosmologia.
En la cosmologia física, el terme cosmos és sovint utilitzat d'una manera tècnica, referint-se a un particular continu espaitemps dintre del (pressuposat) multivers. El nostre cosmos particular es capitalitza generalment com el Cosmos.

## Filosofia integral
El filòsof Ken Wilber utilitza el terme kosmos referir-se a tota l'existència manifesta, incloent-hi diversos regnes de consciència. El terme kosmos així és utilitzat distingint un Univers no dual (que, en el seu punt de vista, inclou aspectes tant noètics com físics) des de l'Univers estrictament físic que és la preocupació de les ciències tradicionals.

## Concepció a l'Antiga Grècia del cosmos
El filòsof natural de l'antiga Grècia, Arquimedes, en el seu assaig El comptador de sorra, estimà el diàmetre del cosmos sent l'equivalent en estadis al que anomenem dos anys llum.

## Edat i mida del cosmos
Segons la teoria científica ortodoxa actual, el cosmos va començar fa 13700 milions d'anys amb el big-bang. Es calcula que el diàmetre actual del cosmos observable és al voltant de 93000 milions d'anys llum.
Però el diàmetre del cosmos sencer és desconegut. Tanmateix, segons la teoria de la inflació d'Alan Guth, la mida real del cosmos és com a mínim quinze ordres de magnitud més gran que l'univers observable. Això significa que si la teoria de la inflació és correcta, el diàmetre de 93000 milions d'anys llum de l'univers observable és aproximadament com molt tan petit respecte al diàmetre de l'univers sencer com el diàmetre d'un àtom d'heli ho és en comparació amb el diàmetre del Sol.